# Jo Buizer
Johannes Jan Cornelus Buizer (Almkerk, 11 september 1918 - Mauthausen, 6 september 1944) was Engelandvaarder en slachtoffer van het Englandspiel.
Buizer ging op 15 februari 1942 als verstekeling aan boord van stoomtrawler Beatrice, de IJM 118, samen met Jan de Haas en Ab Homburg, voor wie het de tweede ontsnapping was. Op volle zee dwongen ze de schipper de steven naar Engeland te richten. Zij kwamen veilig in Engeland aan. 
In Engeland kreeg hij een opleiding tot geheim agent bij het SOE. Daarna werd hij in de nacht van 22 op 23 juni 1942 bij Holten geparachuteerd samen met zijn marconist Jan Jacob van Rietschoten. Ze moesten het verzet training geven in sabotage. Ze werden echter slachtoffer van het Englandspiel. Ze werden door de Duitsers opgewacht, gearresteerd en naar kamp Haaren gebracht en vandaar naar Mauthausen. Daar werd hij met 22 landgenoten geëxecuteerd.
Buizer kreeg postuum tweemaal het Bronzen Kruis (KB 2-5-1953/33).